# جون سوزا
جون سوزا (John Souza) (مواليد 12 يوليو 1920) هو لاعب كرة قدم. يلعب مع منتخب الولايات المتحدة لكرة القدم. سبق له أن لعب في كأس العالم لكرة القدم مع منتخب بلاده.

## وصلات خارجية
- جون سوزا على موقع الاتحاد الدولي (مؤرشف)  (الإنجليزية)
- جون سوزا على موقع قاعدة بيانات كرة القدم.إي يو (الإنجليزية)
- جون سوزا على موقع ناشيونال فوتبول تيمز (الإنجليزية)
- جون سوزا على موقع Soccerway.com (الإنجليزية)
- جون سوزا على موقع عالم كرة القدم.نت (الإنجليزية)
- جون سوزا على موقع أوليمبيديا (الإنجليزية)